# Philip Yorke, 2:e earl av Hardwicke
Philip Yorke, 2:e earl av Hardwicke, född 1720, död 1790, var son till Philip Yorke, 1:e earl av Hardwicke.
Philip Yorke köpte 1740 egendomen Wimpole, från Edward Harley, earl av Oxford, för £100 000. Han var parlamentsledamot 1741–1764 och utsågs till Privy Councellor. Han var dessutom medlem av the Royal Society. Han utsågs senare till hedersdoktor i juridik vid Cambridge University.
Han gifte sig 1740 med Lady Jemima Campbell (1723–1797), markisinna Grey, dotter till John Campbell, earl av Breadalbane och Holland.     

## Barn
- Annabella Yorke, grevinna de Grey av Wrest (1751–1833), gift med Alexander Hume-Campbell, baron Hume av Berwick (1750–1781)
- Lady Mary Jemima Yorke (1757–1830), gift med Thomas Robinson, baron Grantham (1738–1786)